# Jon Gibson
Pour l’article homonyme, voir Gibson.
Jon Gibson, né le 11 mars 1940 à Los Angeles en Californie et mort le 11 octobre 2020 à Springfield dans le Massachusetts,, est un flûtiste, saxophoniste, clarinettiste et compositeur américain, apparenté à la musique minimaliste et au jazz.

## Biographie
Jon Charles Gibson est le fils de Charles et Muriel Gibson (née Taylor), des éducateurs vivants sur la côte ouest des États-Unis, où il a grandi dans le quartier de El Monte à Los Angeles. Il fait ses études à l'université d'État de Californie à Sacramento et obtient son diplôme de licence de l'université d'État de San Francisco en 1964 avant de continuer sa formation à l'université de Californie à Davis.
En 1964, Jon Gibson participe à la création de In C de Terry Riley, pièce fondatrice de la musique minimaliste. Il participe également à de nombreuses créations d'œuvres de Steve Reich, notamment Reed Phase (1966) écrit pour lui par le compositeur – une pièce pour saxophone soprano et bande magnétique –, Four Log Drums (1969), Phase Patterns (1970) et Drumming (1971). Jon Gibson est présenté par Steve Reich à Philip Glass lors du retour de ce dernier à New-York en 1967 après son long séjour en France. Il devient un membre fondateur du Philip Glass Ensemble en 1968, avec lequel il joue de la flûte, de la clarinette et des claviers jusqu'en 2019, pour la création notamment de Music in Twelve Parts (1974) et Einstein on the Beach (1976).
Jon Gibson a également collaboré avec des artistes et compositeurs de différents horizons musicaux comme les musiciens Christian Wolff, Robert Ashley et Annea Lockwood ; les danseurs et chorégraphes Nancy Topf, Merce Cunningham, Lucinda Childs.

## Compositions
- 1973 : Visitations
- 1977 : Two Solo Pieces
- 1987 : Voyage of the Beagle (pièce théâtrale) avec JoAnne Akalaitis
- 2006 : Violet Fire (opéra)

## Discographie
- Visitations (1973, Chatham Square)[4]
- Two Solo Pieces (1977, Chatham Square)[4]
- In Good Company (1992, Point Music)[5]
- Criss X Cross (2006, Tzadik)[4]
- The Dance (2013, Orange Mountain Music)[4]
- Relative Calm (2016, New World Records)[4]
- Violet Fire – An Opera About Nikola Tesla (2019, Orange Mountain Music)
- Songs and Melodies, 1973-1977 (2020, Superior Viaduct)